# أحمد خلف العنزي
أحمد خلف العنزي لاعب نادي القادسية سابقا، بدأ اللعب مع نادي القادسية الرياضي في مرحلة مبكرة مع الناشئين سنة 1989 من ثم  تم تصعيده إلى الفريق الأول سنة 1999، فاز بالعديد من الألقاب الرياضية المحلية مع فريق الناشئين والشباب ضمن كأس، دوري الشباب وكأس الاتحاد، لعب مع نادي القادسية ضمن الفريق الأول في بطولة:
- تشرين بسوريا سنة 2000
- كأس الأمير 2001\2002
- كأس ولي العهد 2001\2002
- كأس الدوري الكويتي 2002\2003
- كأس الخرافي 2002\2003

يعد أحمد خلف من أفضل المدافعين الذين مروا على نادي القادسية الرياضي وقد كان على قدر عال من المسؤولية وقد عرف بحبه وولاءه للقلعة الصفراء، وتم إختياره كلاعب ضمن منتخب الشباب الكويتي الرياضي لكرة القدم كمدافع وشارك ببطولة أسيا بتايلند سنة 1996 من ثم بطولة إفريقيا بالمغرب سنة 1998\1996